# Andrew Carter
Andrew Carter (nacido en 1939) es un compositor, director de orquesta y arreglista inglés.

## Biografía
Nacido en Wigston Magna, Leicestershire, Carter estudió música en la Universidad de Leeds, antes de trasladarse a York y unirse al coro de la Catedral como bajo. En 1965 fundó el Chapter House Choir, un conjunto de voces mixtas que alcanzó renombre nacional bajo su dirección durante diecisiete años. Después de pasar un año dirigiendo y como miembro en tribunales de concursos en Nueva Zelanda (1984), regresó a Inglaterra para centrarse en la composición.
Oxford University Press ha publicado más de cincuenta de sus composiciones durante una asociación que abarca veinticinco años. El famoso servicio Nueve Lecciones y Villancicos retransmitido anualmente por la BBC del Coro del King's College, Cambridge, ha incluido varias de sus canciones, incluyendo A maiden most gentle y Mary's Magnificat.
Un momento significativo de la carrera musical de Carter fue un encargo en 1997 para escribir una misa (Missa Sancti Pauli) para la celebración del tricentenario de la Catedral de San Pablo en Londres. En 2007, compuso una Passacaglia formada por 22 variaciones para órgano para conmemorar el 90 aniversario del que fue organista de la Catedral de York Francis Jackson.
Realiza viajes frecuentes a Europa, Australia y Nueva Zelanda como director de coro.

## Composiciones

### Obras corales
- A maiden most gentle
- An Affirmation
- Mary's Magnificat
- Christ is the morning star
- Benedicite
- Te Deum
- Musick's Jubilee
- Horizons
- Song of Stillness
- Laudate Dominum
- The Southwell Service
- Missa Sancti Pauli
- The Light of the World
- Hodie Christus natus est
- Rejoice in the Lord alway (2001)
- O mistress mine (2005)

### Obras para órgano
- Concierto para órgano (2005)
- Toccata sobre Veni Emmanuel
- Passacaglia (2007)

### Otras obras
- Three Nonsensical Songs para voces agudas y orquesta
- A Little Suite for Heather para flauta dulce y piano (Forsyth Publishing)